# Pre-Textos
Editorial Pre-Textos és una editorial valenciana fundada el 1976 per Manuel Borrás, Manuel Ramírez i Silvia Pratdesaba.
Actualment, disposa d'un catàleg de més de 2.000 títols repartits en les diverses col·leccions. Tres estan dedicades al gènere narratiu; «Ensayos», dedicada a la filosofia contemporània del panorama nacional; «Filosofías», en col·laboració amb el departament de Metafísica de la Universitat de València; «Letras Hispánicas»; «La huella sonora», que s'ocupa de l'anàlisi de les tradicions musicals; «Pre-Textos de Arquitectura», en col·laboració amb el Col·legi d'Arquitectes de Girona, i «Humaniora», sobre l'humanisme en l'època il·lustrada i editada en coedició amb la Biblioteca Valenciana. També té cinc col·leccions de poesia, i «Cosmópolis», una col·lecció dedicada a la creació literària i a la reflexió filosòfica sobre la ciutat. Publica la revista virtual La Litera, amb articles exclusius d'autors editats per l'editorial.
L'editorial ha rebut el Premi Nacional a la millor labor editorial (1997), el Premi als llibres més ben editats en castellà, de la Conselleria de Cultura de la Generalitat Valenciana (en tres ocasions: 2000, 2001 i 2003), i la Medalla per la difusió de la cultura, del Consell Valencià de Cultura.